# Pedro Correia de Almeida
Pedro Correia de Almeida é um treinador de futebol de Timor-Leste. Atualmente não comanda nenhuma equipe.

## Carreira internacional
Treinou a seleção nacional de Timor-Leste de 2007 até 2008 e em 21 de novembro de 2010, num amistoso contra a Indonésia.